# Saison 2014 des Braves d'Atlanta
La saison 2014 des Braves d'Atlanta est la 49e saison en Ligue majeure de baseball pour cette équipe depuis son arrivée à Atlanta, la 143e de l'histoire de la franchise et sa 138e dans la MLB.
Dès l'entraînement de printemps, le personnel de lanceurs des Braves est décimé par les blessures, avec Kris Medlen et Brandon Beachy perdus pour toute la saison et Mike Minor et Gavin Floyd indisponibles en début de campagne. Néanmoins, Atlanta se tire fort bien d'affaire et est toujours en tête de sa division le 20 juillet. Une séquence de 40 défaites en 67 matchs peu après la pause du match des étoiles fait basculer la saison dans la direction opposée, et les Braves terminent au second rang de la division Est. Avec une fiche de 79 gains et 83 défaites, Atlanta encaisse 17 revers de plus qu'en 2013, termine 17 matchs derrière les Nationals de Washington, rate les éliminatoires pour la première fois depuis 2011 et connaît une première saison perdante depuis 2008. La déroute emporte en septembre le directeur-gérant Frank Wren, qui est congédié.

## Contexte
Les Braves passent toutes les journées de la saison 2013, sauf une, au premier rang de la division Est de la Ligue nationale, une position qu'ils ne quittent plus à partir du 5 avril. Ils détrônent les Nationals de Washington pour leur premier titre de section depuis 2005. Avec 96 victoires, deux de plus que la saison précédente, contre 66 défaites, ils accèdent aux séries éliminatoires pour la deuxième année de suite mais s'inclinent devant les Dodgers de Los Angeles en Série de divisions.

## Intersaison

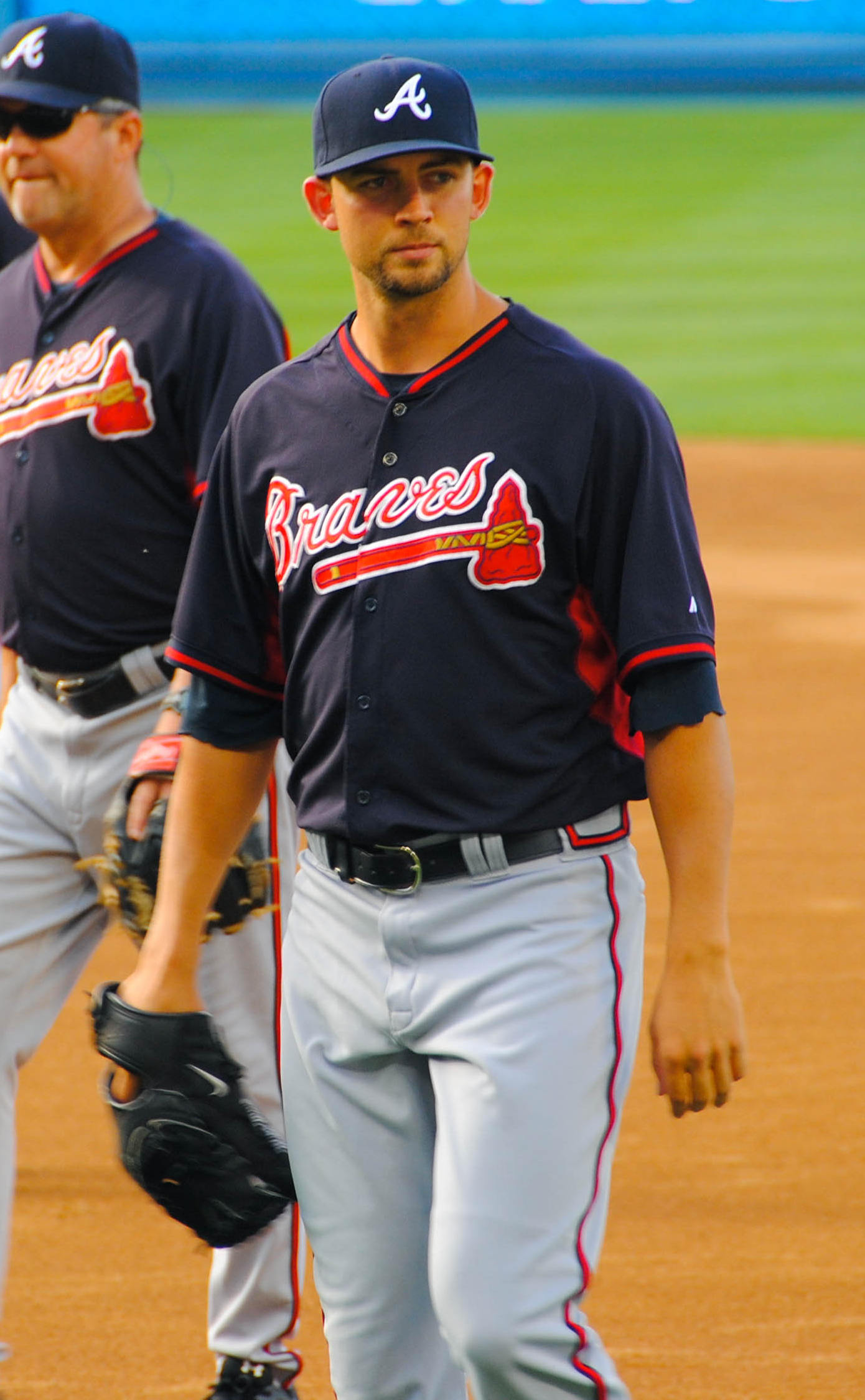
Mike Minor en juillet 2014.

Les Braves perdent quelques joueurs après la saison 2013. Le receveur étoile Brian McCann, devenu agent libre après 9 saisons à Atlanta, rejoint pour 5 ans les Yankees de New York. Le lanceur partant droitier Tim Hudson, lui aussi membre important des Braves depuis 9 ans, rejoint les Giants de San Francisco. Le lanceur de relève gaucher Scott Downs quitte quant à lui pour les White Sox de Chicago.
Le 16 décembre 2013, le lanceur partant droitier Gavin Floyd, un vétéran de 10 saisons dont les 7 dernières avec les White Sox, signe un contrat d'un saison avec les Braves.
Le 18 décembre, Atlanta obtient des Twins du Minnesota le receveur Ryan Doumit et transfèrent en échange un lanceur gaucher des ligues mineures, Sean Gilmartin.
Le joueur de premier but Mat Gamel, qui raté sur blessure toute la saison 2013 des Brewers de Milwaukee, le lanceur gaucher Atahualpa Severino et le lanceur droitier Yunesky Maya, anciennement des Nationals de Washington, signent avec les Braves des contrats des ligues mineures.
Le 12 mars, les Braves s'apprêtent à amorcer la saison régulière sans leurs lanceurs partants Kris Medlen, Brandon Beachy, Mike Minor et Gavin Floyd, tous blessés. Ils accordent alors un contrat de 14,1 millions de dollars pour un an au droitier Ervin Santana, qui a connu une bonne saison 2013 chez les Royals de Kansas City.

## Calendrier pré-saison
L'entraînement de printemps 2014 des Braves se déroule du 26 février au 29 mars.

## Saison régulière
La saison régulière de 162 matchs des Braves débute le 31 mars par une visite aux Brewers de Milwaukee et se termine le 28 septembre suivant. Le premier match local au Turner Field d'Atlanta est joué le 8 avril face aux Mets de New York.

### Classement
| Ligue nationale (Division Est) | V  | D  | %    | Diff. | Diff. (séries) |
| ------------------------------ | -- | -- | ---- | ----- | -------------- |
| Nationals de Washington        | 96 | 66 | ,593 | -     | -              |
| Braves d'Atlanta               | 79 | 83 | ,488 | 17    | 9              |
| Mets de New York               | 79 | 83 | ,488 | 17    | 9              |
| Marlins de Miami               | 77 | 85 | ,475 | 19    | 11             |
| Phillies de Philadelphie       | 73 | 89 | ,451 | 23    | 15             |

### Avril
- 18 avril : À New York, Aaron Harang, des Braves, lance 7 manches sans accorder de point ni de coup sûr aux Mets mais est retiré du match après avoir dirigé un nombre élevé de lancers (121) et accordé 6 buts-sur-balles[19].

### Juin
- 6 juin : En protégeant la victoire des Braves sur les Diamondbacks de l'Arizona, Craig Kimbrel réalise son 155e sauvetage en carrière, un nouveau record de franchise qui surpasse la marque établie par John Smoltz de 2001 à 2004[20].

### Septembre
- 1er septembre : Cole Hamels lance les 6 premières manches d'un match sans coup sûr combiné dans une victoire de 7-0 des Phillies de Philadelphie sur les Braves, à Atlanta. Jake Diekman, Ken Giles et Jonathan Papelbon complètent le travail en lançant une manche chacun[21].
- 22 septembre : Les Braves congédient Frank Wren, leur directeur-gérant depuis octobre 2007[5].